# Мордкович Лідія Менделівна
Лі́дія Ме́нделівна Мордко́вич (до шлюбу Штімерман; англ. Lydia Mordkovitch; 30 квітня 1944, Саратов — 9 грудня 2014, Лондон) — британська скрипалька і музична педагогиня. Професорка скрипки Королівського Північного музичного коледжу в Манчестері з 1980 року і Королівської музичної академії в Лондоні з 1985 року.

## Життєпис
Народилась в евакуації, в родині Менделя та Голди Штімерманів.
Після повернення родини до Кишинева навчалась у Спеціальній музичній школі імені Євгена Коки.
1962 року закінчила Одеську середню спеціалізовану музичну школу-інтернат імені П. С. Столярського.
Навчалась в Одеській консерваторії (викладач Мордкович Беньямін Зиновійович) і в Московській консерваторії імені П. І. Чайковського в аспірантурі у Давида Федоровича Ойстраха.
У 1968—1970 роках працювала асистентом у класі Давида Ойстраха. 1967 року стала лавреаткою конкурсу молодих виконавців у Києві. 1969 року посіла п'яте місце на Міжнародному конкурсі імені Лонг і Тібо в Парижі.
1970—1973 років жила і працювала в Кишиневі, викладала в Інституті мистецтв імені Гавриїла Музическу.
1974 року емігрувала до Ізраїлю.
1979 року виступила у Великій Британії з Оркестром Халле під керівництвом Джона Барбіроллі.
1980 року переїхала в Лондон. Захистила дисертацію (PhD).
1982 року успішно провела перші гастролі в США з Чиказьким симфонічним оркестром під керівництвом Георга Шолті.
1995 — професорка Королівської академії музики.
Серед її записів — концерти Дмитра Шостаковича, Сергія Прокоф'єва, Дмитра Кабалевського, Арама Хачатуряна, сонати Миколи Метнера, твори для скрипки з оркестром Отторіно Респігі і Артура Блісса, шість сонат для скрипки соло Ежена Ізаї, сонати Сезара Франка, Едварда Гріга, Карла Нільсена, Кароля Шимановського, Джордже Енеску.
Виконала партію скрипки у фільмі «Мости» (1973).
Її перший чоловік — професор Одеської консерваторії Леонід Беньямінович Мордкович (син її викладача — професора Беньяміна Мордковича).